# Ramón de Llano y Chávarri
Ramón de Llano y Chávarri (Lanteno, Aiara, Àlaba, segle xviii — Madrid?, segle XIX) fou un comerciant i polític basc. El 1800 s'establí a Mèxic, on va fundar una casa comercial amb el seu germà Manuel de Llano. Mantenia contactes amb l'Havana i Veracruz i es dedicava al tràfic d'esclaus procedents de Zanzíbar, Moçambic i Costa d'Or, tot finançat per la banca de París amb el contraban de productes francesos.
El 1816 Ramón i Manuel marxaren a Londres, després a París i el 1819 establiren una nova casa comercial a Barcelona, que dirigiren conjuntament fins a la mort de Manuel de Llano el 1829. Tenia una fàbrica de teixits i tres d'aiguardent. Reconegut liberal, durant el trienni liberal fou nomenat delegat a Catalunya de l'Empréstito Nacional (1820) i comandant de la Milícia Nacional a Barcelona (1821). Fou elegit diputat a Corts per la província de Barcelona després de l'aprovació de l'Estatut Reial de 1834 i el 1837 es va establir a Madrid, on el 1838 va fundar l'empresa Llano y Cía amb un contracte amb l'Estat per a rendabilitzar l'explotació de pólvora, sofre i salitre a les costes espanyoles. Fou pare d'Amalia de Llano y Dotrés, primera comtessa de Vilches.